# الکساندر بلینوف (تیرانداز ورزشی)
الکساندر بلینوف (روسی: Александр Александрович Блинов؛ زادهٔ august ۲۰, ۱۹۸۱ (۴۳ سال)) ورزشکار ورزش تیراندازی اهل روسیه است.
وی در مسابقات کشوری و بین‌المللی در مجموع برندهٔ ۱ مدال طلا، ۲ مدال نقره شده‌است.